# 2013 في تشاد
أحداث العام 2013 في  تشاد.

## في السلطة
- الرئيس: إدريس ديبي
- رئيس الوزراء: إيمانويل نادينغار (حتى 21 يناير)، جمرانغار دادنادجي (من 21 يناير فصاعدًا)

## أحداث

### يناير
- 21 يناير - أعلن وزير الصحة التشادي إدخال 38 طفلا إلى المستشفى بعد تلقيحهم ضد التهاب السحايا. [1]

### مارس
- 2 مارس - ادعى الجيش التشادي أنه قتل مختار بلمختار المسؤول عن إرهابي في وضع الرهائن في الجزائر. لكن يتم عدم صحة ذلك لاحقا. [2] [3] [4] [5]
- 14 مارس - صيادون غير شرعيين في جانبا بجنوب تشاد يذبحون 89 فيلًا. [6]

### أبريل
- 15 أبريل - الرئيس ديبي يعلن أن تشاد ستسحب قواتها من مالي. [7] [8] [9]

### مايو
- 2 مايو - 4 قتلى في إنجمينا بسبب مؤامرة لزعزعة استقرار الحكومة وصفت بالانقلاب. [10]

### يونيه
- 14 يونيو - نقل مجلس حقوق الإنسان التابع للأمم المتحدة 7000 لاجئ هرباً من الظروف الوحشية الناشئة في موسم الأمطار. [11]
- 26 يونيو - تشاد تضبط الصيادين المسؤولين عن الصيد الجائر لـ 89 فيل في وقت سابق في مارس. [12]

### يوليو
- 2 يوليو - اتهم الرئيس السابق حسين حبري بارتكاب جرائم ضد الإنسانية وجرائم حرب وتعذيب من قبل السنغال. [13]
- 26 يوليو - الصندوق العالمي يمنح تشاد أكثر من 28 مليون دولار للمساعدة في تأمين الوصول إلى الناموسيات في البلاد لمكافحة الملاريا. [14]

### أكتوبر
- 31 أكتوبر / تشرين الأول - توقع حكومة تشاد اتفاقا لإنهاء استخدام الجيش وقوات الأمن في البلاد للجنود الأطفال. [15]

### نوفمبر
- 25 نوفمبر - رئيس بعثة اليوناميد يلتقي بالرئيس ديبي لتعزيز عمليات السلام في دارفور. [16]

### ديسمبر
- أصدرت منظمة هيومن رايتس ووتش تقريرا يصور الفظائع التي ارتكبتها الحكومة التشادية تحت إدارة الرئيس السابق حسين حبري. [15]